# Operalia
Operalia, soutěž světové opery („The World Opera Competition“), je každoroční mezinárodní pěvecká soutěž pro mladé operní zpěváky. Založil ji v roce 1993 Plácido Domingo. Pomohla zahájit kariéru řadě významných umělců, jako je Joseph Calleja, Giuseppe Filianoti, Rolando Villazón, José Cura, Joyce DiDonato, Elizabeth Futral, Inva Mula, Ana María Martínez a Sonya Yoncheva.

## Podmínky a ceny
Soutěže se mohou zúčastnit zpěváci všech hlasových poloh ve věku 18 až 32 let. Každoročně se přihlásí přibližně tisíc uchazečů, ze kterých porota tří odborníků vybere čtyřicet a pozve je na soutěž, která se koná každý rok v jiné světové metropoli. Hodnocení účastníků provádí odborná porota složená z deseti zástupců nejdůležitějších operních scén z celého světa. V prvním kole všech čtyřicet kandidátů představí dvě operní árie volně vybrané ze seznamu čtyř předložených árií. Z těchto čtyřiceti kandidátů se jich do semifinále vybírá dvacet. Ti v něm pak představí árii, kterou jim určí odborná porota. Z dvaceti kandidátů druhého kola soutěže vybere odborná porota do finále deset postupujících. Čtvrtfinálové i semifinálové kolo doprovází korepetitor, finále se koná jako galakoncert s orchestrem. Diriguje Plácido Domingo, který také vede desetičlennou porotu jako její nehlasující člen. Zpěváci mohou také soutěžit v samostatné kategorii Zarzuela. Pokud se tak rozhodnou, musí v každém kole zazpívat další zarzuelu.
Kromě první, druhé a třetí ceny se ještě udílí cena za zarzuelu, cena diváků, cena Birgit Nilsson (za vystoupení v německém repertoáru Richarda Strausse a Richarda Wagnera), a cena CulturArte. Cenu CulturArte poskytují Bertita a Guillermo Martinez z instituce CulturArte de Puerto Rico.

## Ocenění uchazeči

### Roky 2020–2029
| Jméno | Hlas | Země | Cena | Rok a místo                            |
| ----- | ---- | ---- | ---- | -------------------------------------- |
| -     | -    | -    | -    | 2020, Tel Aviv - nekonalo sa, odložené |

### Roky 2010–2019
| Jméno                  | Hlas        | Země          | Cena                                                 | Rok a místo       |
| ---------------------- | ----------- | ------------- | ---------------------------------------------------- | ----------------- |
| Adriana Gonzalez       | soprán      | Guatemala     | První cena a cena za Zarzuelu                        | 2019, Praha       |
| Xabier Anduaga         | tenor       | Španělsko     | První cena a cena za Zarzuelu                        | 2019, Praha       |
| Gihoon Kim             | baryton     | Jižní Korea   | Druhá cena a cena diváků                             | 2019, Praha       |
| Maria Kataeva          | mezzosoprán | Rusko         | Druhá cena a cena diváků                             | 2019, Praha       |
| AryehNussbaum Cohen    | kontratenor | USA           | Třetí cena                                           | 2019, Praha       |
| Christina Nilsson      | soprán      | Švédsko       | Třetí cena a cena Birgit Nilson                      | 2019, Praha       |
| Felicia Moore          | soprán      | USA           | Cena Birgit Nilsson                                  | 2019, Praha       |
| Anna Shapovalova       | soprán      | Rusko         | Cena CulturArte                                      | 2019, Praha       |
| Emily D’Angelo         | mezzosoprán | Kanada/Itálie | 1. cena, cena Birgit Nilson, od diváků a za Zarzuelu | 2018, Lisabon     |
| Pavel Petrov           | tenor       | Bělorusko     | První cena a cena za Zarzuelu                        | 2018, Lisabon     |
| Migran Agadzhanyan     | tenor       | Rusko         | Druhá cena                                           | 2018, Lisabon     |
| Samantha Hankey        | mezzosoprán | USA           | Druhá cena a cena Birgit Nilsson                     | 2018, Lisabon     |
| Arseny Yakovlev        | tenor       | Rusko         | Třetí cena                                           | 2018, Lisabon     |
| Rihab Chaieb           | mezzosoprán | Kanada        | Třetí cena                                           | 2018, Lisabon     |
| Josy Santos            | mezzosoprán | Brazilie      | Cena CulturArte                                      | 2018, Lisabon     |
| Luis Gomes             | tenor       | Portugalsko   | Cena za Zarzuelu a cena diváků                       | 2018, Lisabon     |
| Levy Sekgapane         | tenor       | Jižní Afrika  | První cena                                           | 2017, Astana      |
| Adela Zaharia          | soprán      | Rumunsko      | První cena a cena za Zarzuelu                        | 2017, Astana      |
| Kristina Mkhitaryan    | soprán      | Rusko         | Druhá cena                                           | 2017, Astana      |
| Davide Giusti          | tenor       | Itálie        | Druhá cena                                           | 2017, Astana      |
| Maria Mudryak          | soprán      | Kazachstan    | Třetí cena a cena diváků                             | 2017, Astana      |
| Leon Kim               | baryton     | Jižní Korea   | Třetí cena a cena diváků                             | 2017, Astana      |
| Oksana Sekerina        | soprán      | Rusko         | Cena Birgit Nilson                                   | 2017, Astana      |
| Boris Prýgl            | basbaryton  | Česko         | Cena Birgit Nilson                                   | 2017, Astana      |
| Sooyeon Lee            | soprán      | Jižní Korea   | Cena CulturArte                                      | 2017, Astana      |
| Marco Ciaponi          | tenor       | Itálie        | Cena v kategorii Zarzuela                            | 2017, Astana      |
| Elsa Dreisig           | soprán      | Francie       | První cena                                           | 2016, Guadalajara |
| Keon-Woo Kim           | tenor       | Jižní Korea   | První cena a cena diváků                             | 2016, Guadalajara |
| Bogdan Volkov          | tenor       | Rusko         | Druhá cena                                           | 2016, Guadalajara |
| Elena Stikhina         | soprán      | Rusko         | Cena diváků                                          | 2016, Guadalajara |
| Juan Carlos Heredia    | baryton     | Mexiko        | Cena v kategorii Zarzuela                            | 2016, Guadalajara |
| Olga Kulchinskaya      | soprán      | Ukrajina      | Třetí cena                                           | 2016, Guadalajara |
| Lise Davidsen          | soprán      | Norsko        | První cena, cena diváků a cena Birgit Nilson         | 2015, Londýn      |
| Ioan Hotea             | tenor       | Rumunsko      | První cena a cena za Zarzuelu                        | 2015, Londýn      |
| Darren Pene Pati       | tenor       | Nový Zéland   | Druhá cena a cena diváků                             | 2015, Londýn      |
| Hyesang Park           | soprán      | Jižní Korea   | Druhá cena a cena za Zarzuelu                        | 2015, Londýn      |
| Edward Parks           | baryton     | USA           | Třetí cena                                           | 2015, Londýn      |
| Noluvuyiso Mpofu       | soprán      | Jižní Afrika  | Třetí cena                                           | 2015, Londýn      |
| Kiandra Howarth        | soprán      | Austrálie     | Cena CulturArte                                      | 2015, Londýn      |
| Rachel Willis-Sørensen | soprán      | USA           | První cena, cena za Zarzuelu a cena Birgit Nilson    | 2014 Los Angeles  |
| Mario Chang            | tenor       | Guatemala     | První cena, cena za Zarzuelu a cena diváků           | 2014 Los Angeles  |
| Amanda Woodbury        | soprán      | USA           | Druhá cena a cena diváků                             | 2014 Los Angeles  |
| Joshua Guerrero        | tenor       | USA/Mexiko    | Druhá cena a cena CulturArte                         | 2014 Los Angeles  |
| Andrey Nemzer          | kontratenor | Rusko         | Třetí cena                                           | 2014 Los Angeles  |
| Mariangela Sicilia     | soprán      | Itálie        | Třetí cena                                           | 2014 Los Angeles  |
| John Holiday           | kontratenor | USA           | Třetí cena                                           | 2014 Los Angeles  |
| Anaïs Constans         | soprán      | Francie       | Třetí cena                                           | 2014 Los Angeles  |
| Ao Li                  | basbaryton  | Čína          | První cena                                           | 2013, Verona      |
| Aida Garifullina       | soprán      | Rusko         | První cena                                           | 2013, Verona      |
| Julie Fuchs            | soprán      | Francie       | Druhá cena                                           | 2013, Verona      |
| Simone Piazzola        | baryton     | Itálie        | Druhá cena a cena diváků                             | 2013, Verona      |
| Kathryn Lewek          | soprán      | USA           | Třetí cena a cena diváků                             | 2013, Verona      |
| Zach Borichevsky       | tenor       | USA           | Třetí cena                                           | 2013, Verona      |
| Claudia Huckle         | kontraalt   | Spojené král. | Cena Birgit Nilsson                                  | 2013, Verona      |
| Tracy Cox              | soprán      | USA           | Cena Birgit Nilsson                                  | 2013, Verona      |
| Vladimir Dmitruk       | tenor       | Bělorusko     | Cena CulturArte                                      | 2013, Verona      |
| Hae Ji Chang           | soprán      | Jižní Korea   | Cena v kategorii Zarzuela                            | 2013, Verona      |
| Benjamin Bliss         | tenor       | USA           | Cena v kategorii Zarzuela                            | 2013, Verona      |
| AnthonyRoth Costanzo   | kontratenor | USA           | První cena                                           | 2012, Peking      |
| EnkhbatynAmartüvshin   | baryton     | Mongolsko     | První cena                                           | 2012, Peking      |
| Janai Brugger          | soprán      | USA           | První cena, cena za Zarzuelu a cena diváků           | 2012, Peking      |
| Guanqun Yu             | soprán      | USA           | Druhá cena                                           | 2012, Peking      |
| Brian Jagde            | tenor       | USA           | Druhá cena a cena Birgit Nilsson                     | 2012, Peking      |
| Yunpeng Wang           | baryton     | Čína          | Druhá cena, cena za Zarzuelu a cena diváků           | 2012, Peking      |
| Antonio Poli           | tenor       | Itálie        | Cena CulturArte                                      | 2012, Peking      |
| Nadezhda Karyazina     | mezzosoprán | Rusko         | Třetí cena                                           | 2012, Peking      |
| Roman Burdenko         | baryton     | Rusko         | Třetí cena                                           | 2012, Peking      |
| Pretty Yende           | soprán      | Jižní Afrika  | První cena, cena za Zarzuelu a cena diváků           | 2011, Moskva      |
| René Barbera           | tenor       | USA           | První cena, cena za Zarzuelu a cena diváků           | 2011, Moskva      |
| Olga Busuioc           | soprán      | Moldavsko     | Druhá cena a cena za Zarzuelu                        | 2011, Moskva      |
| Konstantin Shushakov   | baryton     | Rusko         | Druhá cena                                           | 2011, Moskva      |
| Olga Pudova            | soprán      | Rusko         | Třetí cena                                           | 2011, Moskva      |
| Jaesig Lee             | tenor       | Jižní Korea   | Třetí cena                                           | 2011, Moskva      |
| Javier Arrey           | baryton     | Chile         | Cena CulturArte                                      | 2011, Moskva      |
| Sonya Yoncheva         | soprán      | Bulharsk      | První cena a cena CulturArte                         | 2010, Milán       |
| Stefan Pop             | tenor       | Rumunsko      | První cena a cena diváků                             | 2010, Milán       |
| Rosa Feola             | soprán      | Itálie        | Druhá cena, za Zarzuelu a cena diváků                | 2010, Milán       |
| Giordano Lucà          | tenor       | Itálie        | Druhá cena                                           | 2010, Milán       |
| Ievgen Orlov           | bas         | Ukrajina      | Druhá cena                                           | 2010, Milán       |
| Dinara Aliyeva         | soprán      | Ázerbájdžán   | Třetí cena                                           | 2010, Milán       |
| Chae Jun Lim           | bas         | Jižní Korea   | Třetí cena                                           | 2010, Milán       |
| Nathaniel Peake        | tenor       | USA           | Cena v kategorii Zarzuela                            | 2010, Milán       |
| Ryan McKinny           |             | USA           |                                                      | 2010, Milán       |

### Roky 2000–2009
| Jméno                        | Hlas        | Země                | Cena                                   | Rok a místo       |
| ---------------------------- | ----------- | ------------------- | -------------------------------------- | ----------------- |
| Jordan Bisch                 | bas         | USA                 | Druhá cena                             | 2009, Budapešť    |
| Angel Blue                   | soprán      | USA                 | Druhá cena a cena v kategorii Zarzuela | 2009, Budapešť    |
| Dimitrios Flemotomos         | tenor       | Řecko               | Druhá cena, za Zarzuelu a cena diváků  | 2009, Budapešť    |
| Alexey Kudrya                | tenor       | Rusko               | První cena a zvláštní cena             | 2009, Budapešť    |
| Julia Novikova               | soprán      | Rusko               | První cena a cena diváků               | 2009, Budapešť    |
| Arnold Rutkowski             | tenor       | Polsko              | Cena CulturArte                        | 2009, Budapešť    |
| Auxuliadora Toledano         | soprán      | Španělsko           | Třetí cena a zvláštní cena             | 2009, Budapešť    |
| Anita Watson                 | soprán      | Austrálie           | Třetí cena                             | 2009, Budapešť    |
| Wenwei Zhang                 | bas         | Čína                | Třetí cena                             | 2009, Budapešť    |
| Kostas Smoriginas            | basbaryton  | Litva               | Třetí cena                             | 2009, Budapešť    |
| María Alejandres Katzarava   | soprán      | Mexiko              | První cena a cena za Zarzuelu          | 2008. Québec      |
| Joel Prieto                  | tenor       | Španělsko/Portoriko | První cena, za Zarzuelu a CulturArte   | 2008. Québec      |
| Thiago Arancam               | tenor       | Brazilie            | Druhá cena, za Zarzuelu a od diváků    | 2008. Québec      |
| Oksana Kramaryeva            | soprán      | Ukrajina            | Druhá cena a cena diváků               | 2008. Québec      |
| Elena Xanthoudakis           | soprán      | Řecko/Austrálie     | Třetí cena                             | 2008. Québec      |
| Karoly Szemeredy             | baryton     | Maďarsko            | Třetí cena                             | 2008. Québec      |
| Ketevan Kemoklidze           | mezzosoprán | Gruzie              | Cena v kategorii Zarzuela              | 2008. Québec      |
| Ekaterina Lekhina            | soprán      | Rusko               | První cena                             | 2007, Paříž       |
| Tae Joong Yang               | baryton     | Jižní Korea         | První cena                             | 2007, Paříž       |
| Olga Peretyatko              | soprán      | Rusko               | Druhá cena                             | 2007, Paříž       |
| David Bižić                  | baryton     | Srbsko              | Druhá cena                             | 2007, Paříž       |
| Dmytro Popov                 | tenor       | Ukrajina            | Druhá cena                             | 2007, Paříž       |
| Marco Caria                  | baryton     | Itálie              | Druhá cena a cena diváků               | 2007, Paříž       |
| Lisette Oropesa              | soprán      | USA                 | Třetí cena a cena za Zarzuelu          | 2007, Paříž       |
| Carmen Solis Gonzalez        | soprán      | Španělsko           | Cena CulturArte                        | 2007, Paříž       |
| Rachele Gilmore              | soprán      | USA                 | Cena v kategorii Zarzuela              | 2007, Paříž       |
| Carine Sechehaye             | mezzosoprán | Švýcarsko           | Cena v kategorii Zarzuela              | 2007, Paříž       |
| Aurelio Gabaldon             | tenor       | Španělsko           | Cena v kategorii Zarzuela              | 2007, Paříž       |
| Maija Kovaļevska             | soprán      | Litva               | První cena                             | 2006, Valencie    |
| David Lomeli                 | tenor       | Mexiko              | První cena a cena za Zarzuelu          | 2006, Valencie    |
| Ailyn Pérez                  | soprán      | USA                 | Druhá cena                             | 2006, Valencie    |
| Sébastien Guèze              | tenor       | Francie             | Druhá cena a cena diváků               | 2006, Valencie    |
| Maria Teresa Alberola Banula | soprán      | Španělsko           | Třetí cena a cena za Zarzuelu          | 2006, Valencie    |
| Trevor Scheunemann           | baryton     | USA                 | Třetí cena                             | 2006, Valencie    |
| Karen Vuong                  | soprán      | USA                 | Cena CulturArte                        | 2006, Valencie    |
| Susanna Phillips             | soprán      | USA                 | První cena a cena diváků               | 2005, Madrid      |
| Vasily Ladyuk                | baryton     | Rusko               | První cena                             | 2005, Madrid      |
| Joseph Kaiser                | tenor       | Kanada              | Druhá cena                             | 2005, Madrid      |
| Diogenes Randes              | bas         | Brazilie            | Druhá cena                             | 2005, Madrid      |
| David Menendez Diaz          | baryton     | Španělsko           | Třetí cena                             | 2005, Madrid      |
| Joshua Langston Hopkins      | baryton     | Kanada              | Třetí cena                             | 2005, Madrid      |
| Arturo Chacón Cruz           | tenor       | Mexiko              | Cena za Zarzuelu a cena CulturArte     | 2005, Madrid      |
| Kinga Dobay                  | mezzosoprán | Německo             | Cena v kategorii Zarzuela              | 2005, Madrid      |
| Woo Kyung Kim                | tenor       | Jižní Korea         | První cena                             | 2004, Los Angeles |
| Nataliya Kovalova            | soprán      | Ukrajina            | Druhá cena a cena diváků               | 2004, Los Angeles |
| Dimitry Voropaev             | tenor       | Rusko               | Třetí cena                             | 2004, Los Angeles |
| Mikhail Petrenko             | bas         | Rusko               | Čtvrtá cena                            | 2004, Los Angeles |
| Maria Jooste                 | soprán      | Jižní Afrika        | Čtvrtá cena                            | 2004, Los Angeles |
| Vitaly Bilyy                 | baryton     | Ukrajina            | Čtvrtá cena                            | 2004, Los Angeles |
| Dmitry Korchak               | tenor       | Rusko               | Čtvrtá cena a cena za Zarzuelu         | 2004, Los Angeles |
| Irina Lungu                  | soprán      | Rusko               | Cena CulturArte                        | 2004, Los Angeles |
| In-Sung Sim                  | baryton     | Jižná Korea         | Cena v kategorii Zarzuela              | 2004, Los Angeles |
| Adriana Damato               | soprán      | Itálie              | První cena                             | 2003, Bodensee    |
| Jozef Gjipali                | tenor       | Albánie             | Druhá cena                             | 2003, Bodensee    |
| Israel Lozano                | tenor       | Španělsko           | Třetí cena, za Zarzuelu a od diváků    | 2003, Bodensee    |
| Jesus Garcia                 | tenor       | USA                 | Třetí cena                             | 2003, Bodensee    |
| Sabina Puértolas             | soprán      | Španělsko           | Cena v kategorii Zarzuela              | 2003, Bodensee    |
| Jennifer Check               | soprán      | USA                 | Cena v kategorii Zarzuela              | 2003, Bodensee    |
| Mario Cassi                  | baryton     | Itálie              | Cena v kategorii Zarzuela              | 2003, Bodensee    |
| Carmen Giannattasio          | soprán      | Itálie              | První cena                             | 2002, Paříž       |
| Elena Manistina              | mezzosoprán | Rusko               | První cena                             | 2002, Paříž       |
| Stéphane Degout              | baryton     | Francie             | Druhá cena                             | 2002, Paříž       |
| John Matz                    | tenor       | USA                 | Druhá cena a cena za Zarzuelu          | 2002, Paříž       |
| Maria Fontosh                | soprán      | Rusko               | Třetí cena                             | 2002, Paříž       |
| Kate Aldrich                 | mezzosoprán | USA                 | Cena CulturArte                        | 2002, Paříž       |
| Anna Kiknadze                | mezzosoprán | Gruzie              | Cena v kategorii Zarzuela              | 2002, Paříž       |
| Jae Hyoung Kim               | tenor       | Jižní Korea         | Cena v kategorii Zarzuela              | 2002, Paříž       |
| Guang Yang                   | mezzosoprán | Čína                | První cena                             | 2001, Washington  |
| Alessandra Rezza             | soprán      | Itálie              | Druhá cena                             | 2001, Washington  |
| Hyoung-Kyoo Kang             | baryton     | Jižní Korea         | Druhá cena                             | 2001, Washington  |
| Maya Daskuk                  | soprán      | Rusko               | Třetí cena                             | 2001, Washington  |
| Lasha Nikabadze              | tenor       | Gruzie              | Cena CulturArte                        | 2001, Washington  |
| Elisaveta Martirosyan        | soprán      | Gruzie              | Cena diváků                            | 2001, Washington  |
| Valeriano Lanchas            | bas         | Kolumbie            | Cena v kategorii Zarzuela              | 2001, Washington  |
| Jossie Perez                 | mezzosoprán | USA                 | Cena v kategorii Zarzuela              | 2001, Washington  |
| Antonio Gandia               | tenor       | Španělsko           | Cena v kategorii Zarzuela              | 2001, Washington  |
| Eugenia Garza                | soprán      | Mexilo              | Cena v kategorii Zarzuela              | 2001, Washington  |
| Isabel Bayrakdarian          | soprán      | Kanada              | První cena                             | 2000, Los Angeles |
| He Hui                       | soprán      | Čína                | Druhá cena                             | 2000, Los Angeles |
| Daniil Shtoda                | tenor       | Rusko               | Druhá cena                             | 2000, Los Angeles |
| Robert Pomakov               | bas         | Kanada              | Třetí cena                             | 2000, Los Angeles |
| Konstyantyn Andreyev         | tenor       | Ukrajina            | Třetí cena a cena za Zarzuelu          | 2000, Los Angeles |
| Arnold Kocharyan             | baryton     | Arménie             | Cena v kategorii Zarzuela              | 2000, Los Angeles |
| Virginia Tola                | soprán      | Argentina           | Cena za Zarzuelu a cena diváků         | 2000, Los Angeles |

### Roky 1993–1999
| Jméno                      | Hlas        | Země        | Cena                                       | Rok a místo     |
| -------------------------- | ----------- | ----------- | ------------------------------------------ | --------------- |
| Orlin Anastassov           | bas         | Bulharsko   | První cena                                 | 1999, Portoriko |
| Joseph Calleja             | tenor       | Malta       | Cena CulturArte                            | 1999, Portoriko |
| Mariola Cantarero          | soprán      | Španělsko   | Cena v kategorii Zarzuela                  | 1999, Portoriko |
| Giuseppe Filianoti         | tenor       | Itálie      | Druhá cena                                 | 1999, Portoriko |
| Vitalij Kowaljow           | bas         | Ukrajina    | Cena CulturArte                            | 1999, Portoriko |
| Rolando Villazón           | tenor       | Mexiko      | Druhá cena, cena za Zarzuelu a cena diváků | 1999, Portoriko |
| Yali-Marie Williams        | soprán      | Portoriko   | Třetí cena                                 | 1999, Portoriko |
| Bae Jae-chul               | tenor       | Jižní Korea | Cena CulturArte                            | 1998, Hamburg   |
| Carlos Cosías              | tenor       | Španělsko   | Cena v kategorii Zarzuela                  | 1998, Hamburg   |
| Joyce DiDonato             | mezzosoprán | USA         | Druhá cena                                 | 1998, Hamburg   |
| Andión Fernández           | soprán      | Filipíny    | Cena v kategorii Zarzuela                  | 1998, Hamburg   |
| Maki Mori                  | soprán      | Japonsko    | Třetí cena                                 | 1998, Hamburg   |
| Erwin Schrott              | bas         | Uruguay     | První cena a cena diváků                   | 1998, Hamburg   |
| Ludovic Tezier             | baryton     | Francie     | Druhá cena                                 | 1998, Hamburg   |
| Carla Maria Izzo           | soprán      | Italie      | První cena a cena diváků                   | 1997, Tokio     |
| Chang Yong Liao            | baryton     | Čína        | První cena                                 | 1997, Tokio     |
| Aquiles Machado            | tenor       | Venezuela   | Druhá cena a cena v kategorii Zarzuela     | 1997, Tokio     |
| Angel Rodriguez Rivero     | tenor       | Španělsko   | Cena v kategorii Zarzuela                  | 1997, Tokio     |
| Seo Jung-hack              | baryton     | Jižní Korea | Druhá cena                                 | 1997, Tokio     |
| Sun Xiuwei                 | siprán      | Čína        | Třetí cena                                 | 1997, Tokio     |
| Lynette Tapia              | soprán      | USA         | První cena a cena diváků                   | 1996, Bordeaux  |
| John Osborn                | tenor       | USA         | První cena                                 | 1996, Bordeaux  |
| Eric Owens                 | bas         | USA         | Druhá cena                                 | 1996, Bordeaux  |
| Phyllis Pancella           | mezzosoprán | USA         | Druhá cena                                 | 1996, Bordeaux  |
| Vittorio Vitelli           | baryton     | Itálie      | Třetí cena                                 | 1996, Bordeaux  |
| Oziel Garza-Ornelas        | baryton     | Mexiko      | Cena v kategorii Zarzuela                  | 1996, Bordeaux  |
| Nancy Herrera              | mezzosoprán | Španělsko   | Cena v kategorii Zarzuela                  | 1996, Bordeaux  |
| Carlos Moreno              | tenor       | Španělsko   | Třetí cena                                 | 1996, Bordeaux  |
| Sung Eun Kim               | soprán      | Jižní Korea | První cena                                 | 1995, Madrid    |
| Miguel Angel Zapater Tapia | bas         | Španělsko   | První cena                                 | 1995, Madrid    |
| Elizabeth Futral           | soprán      | USA         | Druhá cena                                 | 1995, Madrid    |
| Ana María Martínez         | soprán      | USA         | Cena v kategorii Zarzuela                  | 1995, Madrid    |
| Carmen Oprisanu            | mezzosoprán | Rumunsko    | Třetí cena                                 | 1995, Madrid    |
| Rafael Rojas               | tenor       | Mexiko      | Cena v kategorii Zarzuela                  | 1995, Madrid    |
| Dimitra Theodossiou        | sopprán     | Řecko       | Druhá cena a cena diváků                   | 1995, Madrid    |
| Simone Alberghini          | bas         | Italie      | Ocenění                                    | 1994, Mexiko    |
| Oxana Arkaeva              | sopran      | Ukrajina    | Ocenění                                    | 1994, Mexiko    |
| Brian Asawa                | kontratenor | USA         | Ocenění                                    | 1994, Mexiko    |
| José Cura                  | tenor       | Argentina   | Ocenění a Cena diváků                      | 1994, Mexiko    |
| Maria-Cécilia Diaz         | mezzosoprán | Argentina   | Ocenění                                    | 1994, Mexiko    |
| Bruce Fowler               | tenor       | USA         | Ocenění                                    | 1994, Mexiko    |
| Masako Teshima             | mezzosoprán | Japonsko    | Ocenění                                    | 1994, Mexiko    |
| Ainhoa Arteta              | soprán      | Španělsko   | Ocenění a Cena diváků                      | 1993, Paříž     |
| Inva Mula Tschako          | soprán      | Albanie     | Ocenění                                    | 1993, Paříž     |
| Nina Stemme                | mezzosopáan | Švédsko     | Ocenění                                    | 1993, Paříž     |
| Kwangchul Youn             | bas         | Jižní Korea | Ocenění                                    | 1993, Paříž     |